# Dominika Cibulková
Dominika Cibulková (Pozsony, 1989. május 6. –) szlovák teniszezőnő, egykori világbajnok (2016), Hopman-kupa győztes (2009), kétszeres olimpikon.
2004–2019 közötti profi karrierje során egyéniben nyolc, párosban egy alkalommal sikerült WTA-tornát nyernie, az ITF-versenyeken kétszer szerzett elsőséget. Legjobb egyéni világranglistás helyezését 2017. március 20-án érte el, akkor a 4. helyre került. 2016-ban megnyerte az év végi világbajnokságnak számító WTA Finals tornát.
Ő az egyik a három olyan szlovák teniszezőnő közül, aki meg tudta verni az aktuális világelsőt, miután 2011-ben a Medibank Internationalon és Wimbledonban is legyőzte Caroline Wozniackit, és a 2016-os WTA Finals döntőjében legyőzte Angelique Kerbert is. A Grand Slam-tornákon a legjobb eredményt 2014-ben érte el, amikor bejutott az Australian Open döntőjébe. Párosban 2008-ban negyeddöntőt játszott a US Openen.
2005–2019 között szerepelt Szlovákia Fed-kupa csapatában, amely idő alatt 33 egyéni és 9 páros mérkőzést játszott, 22–11, illetve 1–8 eredménnyel. Tagja volt a 2013-ban elődöntőt játszó csapatnak.
Szlovákia színeiben vett részt a 2008-as pekingi olimpia női egyes, valamint a 2012-es londoni olimpia egyéni és női páros versenyein.
2019. november 11-én bejelentette, hogy visszavonul a profi tenisztől, és ezzel egyidejűleg jelent meg életrajzi könyve "A tenisz az életem" (Tenis je môj život) címmel.

## Pályafutása

### 2004–2006
Cibulková 8 évesen kezdett el teniszezni Pozsonyban, Szlovákiában. 2004-ig többnyire országos versenyekre, és szomszédos országban megrendezendő tornákra látogatott el, majd 2004-től már ITF-tornákon vett részt.
Első sikerére azonban 2005-ig kellett várnia, akkor nyerte meg az armantei ITF-versenyt. Ezen kívül 2005-ben először vett részt WTA-tornán, a marokkói Rabatban, de a selejtezők során kiesett.
2006-ban két WTA-tornán is részt vett (Tashkent Open és Istanbul Cup), de mind a kettőn a selejtező második fordulójában esett ki. Ezen kívül 2006-ban megnyerte a pozsonyi ITF-versenyt.

### 2007
2007-ben, a Roland Garroson a selejtezőből feljutva először szerepelt Grand Slam-tornán. Az első körben kiejtette Szun Tien-tient, majd Martina Müllert is búcsúztatta a versenytől. A következő, harmadik fordulóban azonban kikapott Szvetlana Kuznyecovától 6–2 6–3-ra.
Wimbledonban már nem volt ilyen sikeres, a selejtezőben kiesett, így nem jutott fel a főtáblára. A Gastein Ladiesen az első fordulóban legyőzte Flavia Pennettát, de a második fordulóban alulmaradt Szávay Ágnessel szemben. A Collector Swedish Open Womenen vett részt ezek után, és itt egészen a negyeddöntőig jutott, úgy, hogy a második körben megverte az 1. kiemelt Anabel Medina Garriguest 6–3, 6–7, 6–3-ra. A Rogers Cupon is selejtezőket játszott, de onnan felkerülve a második körig jutott a versenyen.
Ez azt jelentette, hogy a 2007-es US Openen már alanyi jogon a főtáblán indulhatott. Az első fordulóban 6–4, 6–3-as arányban legyőzte a 23. kiemelt Tathiana Garbint, de a második körben kikapott Viktorija Azarankától 6–2, 6–2-re. A China Openen legyőzte Caroline Wozniackit 6–0, 6–7, 6–1-re, majd a második körben 7–6 6–4-es arányban alulmaradt Szávay Ágival szemben. A Guangzhou International Women’s Openen érte el a legelőkelőbb helyezést, az elődöntőben búcsúzott, a 2. kiemelt, későbbi bajnok Virginie Razzano verte meg 3–6, 6–1, 6–1-re.

### 2008
A Brisbane Internationalon visszavágott Virginie Razzanónak, és az első körben 6–2, 6–2-re kiütötte a franciát. A második fordulóban Tathiana Garbint múlta felül, de a negyeddöntőben Viktorija Azarankával szemben elvérzett. Ezek után a Medibank Internationalon vett részt, de a selejtező sikeres megvívása után, az első fordulóban kiesett.
Az Ausztrál Openen először vett részt, de az első körben Flavia Pennetta 6–4, 5–7, 6–4-es arányban búcsúztatta a szlovákot. Ezt kettő második körös búcsú követte az Open GDF Suezen és a Proximus Diamond Games-en, a Qatar Ladies Openen viszont remekül szerepelt. Az első fordulóban 6–4, 6–3-ra megverte Lucie Šafářovát, a második fordulóban pedig a 9. kiemelt Patty Schnydert búcsúztatta. A harmadik körben 6–3, 6–3-ra megverte a 6. kiemelt Venus Williamset is, de a negyeddöntőben Agnieszka Radwańska megállította a nagy menetelést. A BNP Paribas Openen korán kiesett, a második körben a 2. kiemelt Szvetlana Kuznyecova ejtette ki a szlovák lányt. A következő héten, Miamiban, a Sony Ericsson Openen legyőzte Tamarine Tanasugarnt 6–1, 6–2-re és a 20. kiemelt Francesca Schiavonet 3–6, 6–4, 6–4-re, de a harmadik körben a 10. kiemelt Jelena Gyementyjeva 6–0, 6–7, 6–4-re megverte Cibulkovát.
A Bausch & Lomb Championshipsen életében először WTA-döntőbe jutott, de kikapott az 1. kiemelt Marija Sarapovától 7–6(7), 6–3-ra. A torna folyamán megverte Anastasia Rodionovát az első, a 14. kiemelt Viktorija Azarankát a második, a 2. kiemelt Anna Csakvetadzét a harmadik körben, Amélie Mauresmót, a 11. kiemeltet a negyeddöntőben és Alizé Cornet-t az elődöntőben.
Ezt az óriási sikert két gyengébben sikerült torna követte. A Internazionali BNL d'Italian Gisela Dulko legyőzése után ismét kikapott Marija Sarapovától. A Roland Garroson az első körben Angelique Kerbert győzte le 6–2, 6–2-re, a második körben pedig Milagros Sequrát verte 6–3, 6–0-ra, de a harmadik körben a 3. kiemelt Jelena Jankovićtól kikapott 5–7 3–6-os arányban.
Wimbledonban az első körben a szabad-kártyás Cseng Csie verte meg Cibulkovát 6–4, 6–3-ra. A Bank of the West Classicon nem volt kiemelve, és elég nehéz első körös ellenfelet kapott, Nagyja Petrova személyében. A meccsen egyértelműen Petrova volt esélyesebb, de Cibulková mindenkit meglepve 6–4, 3–6, 6–3-as arányban legyőzte a 7. kiemelt orosz teniszezőt. A második körben Katerina Bondarenkót ejtette ki két sima szettben, de a negyeddöntőben 7–6, 6–7, 3–5-ös állásnál Cibulkovának fel kellett adnia a mérkőzést Szugijama Aival szemben, mert a bal lába begörcsölt, és nem tudta folytatni a meccset. Az East West Bank Classicon nem került be a negyeddöntőbe, mert a második fordulóban a selejtezős Alla Kudrjavceva megverte őt 3–6, 7–5, 6–4-re.
A Rogers Cupon ezt követően ismét döntőbe került, de ez alkalommal is egy orosz teniszezőnőtől kapott ki a döntőben. Az első három fordulóban három orosz teniszezőt győzött le (Jelena Vesznyina, Jelena Vjacseszlavovna Gyementyjeva és Nagyja Petrova személyében), a negyeddöntőben a 2. kiemelt Jelena Jankovićot búcsúztatta 7–5, 6–2-vel, az elődöntőben pedig Marion Bartolit múlta felül. A döntőben Gyinara Szafinától kapott ki 6–2, 6–1-re, aki a negyedik orosz ellenfele volt a tornán.
A 2008-as Olimpián a Szlovák válogatottban szerepelt. A harmadik körig jutott el (miután megverte Pauline Parmentiert Franciaországból és Cvetana Pironkovát Bulgáriából), a 2. kiemelt Jelena Janković verte őt meg 7–5, 6–1-re. A US Openen szintén a harmadik körig jutott el, de a 9. kiemelt Agnieszka Radwańska ott megverte 6–0, 6–3-ra. A torna után azonban már nem ért el nagyobb sikereket (első fordulós búcsú a Porsche Tennis Grand Prix-n, második körös búcsú a Toray Pan Pacific Openen és a Generali Ladies Linzen, és a negyeddöntőben esett ki a China Openen és a Kreml Kupán.

### 2009
Cibulková a Medibank Internationalon kezdte az évet, ahol rögtön az első fordulóban a 8. kiemelt Caroline Wozniacki legyőzte őt. Ezek után az Ausztrál Openen a negyedik körbe jutott, ahol Jelena Gyementyjevától kapott ki 6–2, 6–2-re. Érdekesség, hogy a tornán Cibulková az első három szettjét 6–0-ra nyerte. Az Ausztrál Opent a Dubai Duty Free Tennis Championships követte, ahol Cibulková az első körben legyőzte Sorana Cîrsteát, a másodikban pedig Cvetana Pironkovát múlta felül. A harmadik körben a selejtezős Jelena Vesznyina ellen fel kellett adnia a mérkőzést 4–6, 6–1, 4–0-nál napszúrás miatt.
Az amerikai keménypályás szezonon, a BNP Paribas Openen és a Sony Ericsson Openen a második és a harmadik körben búcsúzott. Igaz, a BNP Paribas Openen döntőszett 5–5-nél Anabel Medina Garrigues ellen Cibulkovának görcs miatt fel kellett adnia a meccset. Az MPS Group Championshipsen Gallovits Edina és Anastasia Rodionova kétszettes legyőzése után kikapott Jelena Vesznyinától 7–5, 6–7, 6–3-ra. A következő salakos versenyen, a Family Circle Cupon Tamira Paszek és ismételten Anastasia Rodionova legyőzése után, Jelena Gyementyjeva elleni mérkőzésen 6–4, 1–0-s állásnál Cibulkovának megsérült a bal lábközelítő izma, így visszalépett a mérkőzéstől. A Porsche Tennis Grand Prix-n a 3. kiemelt Jelena Jankovićtól kapott ki 6–1, 6–1-re az első fordulóan.
A Roland Garroson Aljona Bondarenko, Kirsten Flipkens, Gisela Dulko, a 29. kiemelt Szávay Ági és Marija Sarapova legyőzésének köszönhetően Cibulková először jutott be Grand Slam-torna elődöntőjébe, azonban ott az 1. kiemelt Gyinara Szafinától 6–3, 6–3-as arányban kikapott. Wimbledonban már nem volt ennyire sikeres, a harmadik fordulóban Jelena Vesznyina kiejtette őt. A Swedish Openen legyőzte Sandra Romát 6–3, 2–6, 6–1-re, majd Nuria Llagostera Vivesnél is jobbnak bizonyult a második körben, a negyeddöntőben viszont szettelőnyből elvesztette a meccset Gisela Dulkóval szemben. Ezek után azonban minden tornája gyengébben sikerült; a 16 között búcsúzott a Bank of the West Classicon, az East West Bank Classicon és a Rogers Cupon is, míg a 32 között esett ki a Western & Southern Financial Group Women's-en. Ezek után visszalépett a Pilot Pen Tennistől, a US Opentől, Toray Pan Pacific Opentől és a Generali Ladies Linztől is bordasérülés miatt. A Kreml Kupán már szerepelt, de az első fordulóban kikapott a spanyol María José Martínez Sáncheztől 6–2, 6–2-re.

### 2010
Az ASB Classicon legyőzte Alexandra Dulgherut (6–0, 6–3) és a 7. kiemelt Aravane Rezaït (6–3, 6–4), de a negyeddöntőben kikapott az 1. kiemelt Flavia Pennettától 6–1, 6–2-re. A Medibank Internationalon az első körben legyőzte Bacsinszky Tímeát, majd a 3. kiemelt Szvetlana Kuznyecova legyőzésével ismételten a negyeddöntőbe jutott. Ott viszont ugyanolyan volt a forgatókönyv, mint egy héttel azelőtt, kikapott a 6. kiemelt Viktorija Azarankától 2–6, 6–2, 7–5-re.
Az Ausztrál Openen 23. kiemelt volt, és óriási meglepetésre, Vania King az első körben kiejtette őt, így idő előtt búcsúzott a tornától. A Dubai Duty Free Tennis Championshipsen az első körben legyőzte Jaroszlava Svedovát 6–4, 6–4-re, de a második körben kikapott az 1. kiemelt Caroline Wozniackitól 6–2, 7–6-ra. A Monterrey Openen 4. kiemelt volt, és az első két fordulóban két olasz teniszezőnőt is kiejtett a tornáról, Roberta Vinci és Sara Errani személyében. A negyeddöntőben legyőzte az 5. kiemelt Szávay Ágit 3–6, 6–3, 6–3-ra, de az elődöntőben kikapott honfitársától, Daniela Hantuchovától 4–6, 6–3, 6–0-ra. Ez az elődöntő után a BNP Paribas Openen vett részt, ahol 26. kiemelt volt (mivel kiemelt volt, ezért az első fordulóban nem kellett játszania) és a második körben Sara Errani megverte őt, így korán kiesett a tornáról. Két héttel később, ismét 26. kiemeltként vett részt a Sony Ericsson Openen, ám ez alkalommal egy körrel tovább jutott el. A második fordulóban legyőzte a selejtezős Sofia Arvidssont 6–0, 6–2-re, de a szabad-kártyás Justine Henin a harmadik körben kiejtette a szlovák lányt.
Az MPS Group Championshipsen 3. kiemeltként játszott, és egészen az elődöntőig menetelt (többek között Czink Melinda és a 6. kiemelt Aleksandra Wozniak búcsúztatásával), de a legjobb négy között kikapott Olga Govorcovától 6–4, 7–5-ös arányban. A Internazionali BNL d'Italian nem volt kiemelve, így az első fordulóban is játszania kellett. Az első meccsén Pauline Parmentiert búcsúztatta 6–1, 3–6, 7–5-ös eredménnyel, és a második körben is diadalmaskodni tudott a hazai pályán játszó Alberta Brianti felett, végül a harmadik körben Marija Kirilenko megállította a menetelést. A Mutua Madrileña Madrid Openen az első körben Iveta Benešovát győzte le 6–2, 6–2-re, de a második fordulóban a 13. kiemelt Li Na kiejtette a szlovákot.
A Roland Garroson a 3. körig jutott el, ahol a 2. kiemelt Venus Williams verte őt meg 6–3, 6–4-re. A füves szezon kezdetén, a UNICEF Openen vett rész, és két szabad-kártyás ellenfél (Laura Robson és Arantxa Rus) után a negyeddöntőben Kirsten Flipkens legyőzte Cibulkovát. Wimbledonban nem volt kiemelt, így az első körben a 25. kiemelt Lucie Šafářovát kapta. A szlovák–cseh párharcból Cibulková jött ki jobban, így ő folytathatta a versenyt. A második fordulóban szetthátrányból fordította meg a mérkőzést Morita Ajumival szemben, de a harmadik fordulóban az 1. kiemelt Serena Williams jött, aki 6–0, 7–5-ös győzelmet aratva kiejtette a szlovákot.
Wimbledon után Cibulková formája kicsit hanyatlott (4 tornán az első körben, 1 tornán a 2. körben búcsúzott), és a Pilot Pen Tennisen minden ugyanígy folytatódott. Igaz, szerencsés vesztesként játszhatott csak a főtáblán, de a második fordulóban az 1. kiemelt Caroline Wozniackitól kapott ki. A US Openen karrierje során másodszor jutott negyeddöntőbe (Stefanie Vögele, Katerina Bondarenko, Lourdes Domínguez Lino és a 11. kiemelt Szvetlana Kuznyecova búcsúztatásával), végül a legmagasabban rangsorolt Caroline Wozniackitól kapott ki 6–2, 7–5-re.
A US Opent egy első körös búcsú követte a Toray Pan Pacific Openen (Anasztaszija Pavljucsenkovától kapott ki), aztán egy második körben elszenvedett vereség következett Anastasija Sevastova ellen a China Openen. A Generali Ladies Linzen szintén egy első körös vereséget szenvedett Eléni Danjilídu ellen, majd az év utolsó tornáján, a Kreml Kupán negyeddöntőbe jutott, ahol María José Martínez Sáncheztől kapott ki.

### 2011
Brisbane-ben és Sydney-ben egyaránt a negyeddöntőben búcsúzott, először Petra Kvitová, másodszor Alisza Klejbanova verte őt meg. Érdekesség, hogy a Medibank Internationalon kiesése előtt, a második fordulóban kiejtette a világelső Caroline Wozniackit 6–3, 6–3-mal. Az Ausztrál Openen az első fordulóban óriási csatában legyőzte Angelique Kerbert 6–2, 6–7, 6–4-re, a második fordulóban Alberta Briantit búcsúztatta három szettben, de a harmadik körben kikapott az 1. kiemelt Caroline Wozniackitól 6–4, 6–3-ra.
Az Open GDF Suezen az első két kör sikeres megvívása után, a negyeddöntőben a 3. kiemelt Kaia Kanepi győzte le Cibulkovát 6–2, 2–6, 6–2-es arányban. A Dubai Duty Free Tennis Championships és a Qatar Ladies Open sem hozott neki szerencsét, az első, illetve második körben búcsúzott a tornától. Az amerikai keménypályás szezonban, a BNP Paribas Openen és a Sony Ericsson Openen felemás teljesítményt nyújtott. A BNP Paribas Openen Szánija Mirza első körös legyőzése után a második körben felülmúlta a 3. kiemelt Vera Zvonarjovát 4–6, 7–6, 6–4-es arányban. A harmadik körben viszont kikapott a 23. kiemelt Yanina Wickmayertől 7–5, 7–5-re. A Sony Ericsson Openen az első körben kikapott Bacsinszky Tímeától.
Stuttgartban, a Porsche Tennis Grand Prix-n szintén az első körben búcsúzott, a hazai pályán játszó Sabine Lisicki verte őt meg 7–6, 7–6-ra. A Mutua Madrilena Madrid Openen az első körben legyőzte a 12. kiemelt Szvetlana Kuznyecovát 6–3, 6–2-re, majd a második körben Szávay Ági már a meccs előtt visszalépett a tornától, így játék nélkül kerül a harmadik körbe. Ott a 8. kiemelt Marija Sarapovát verte meg 7–5, 6–4-re, de a negyeddöntőben szettelőnyből kikapott a 16. kiemelt Petra Kvitovától.
A Roland Garroson az első körben szenvedett vereséget Vania Kingtől, így meglepetésre, de búcsúzott a tornától. Az UNICEF Openen egyesben az elődöntőig jutott, amit az esőszünet miatt egy napon játszottak a negyeddöntővel, ahol Cibulková óriási csatában Szvetlana Kuznyecovát győzte le 7–5, 4–6, 6–2-re, ám az elődöntőben néhány óra múlva kikapott Roberta Vincitől 7–5, 6–1-re. Párosban, Flavia Pennetta oldalán a döntőig jutottak, de kikaptak a Záhlavová-Strýcová-Zakopalová párostól.
Wimbledonban az első fordulóban legyőzte Mirjana Lučićot, a másodikban Polona Hercogot, a 16. kiemelt Julia Görgest, az 1. kiemelt Caroline Wozniackit, de a negyeddöntőben alulmaradt a későbbi döntős, 5. kiemelt Marija Sarapovával szemben 6–1, 6–1-es arányban. A Bank of the West Classicon legyőzte Krumm Date Kimikót, Christina McHale-t és Marina Erakovićot, de az elődöntő előtt visszalépett a tornától (hasizomsérülése miatt), így Marion Bartoli játék nélkül a döntőbe került. A carlsbadi tornától is emiatt lépett vissza. Torontóban az első fordulós meccsét elkezdte, de a harmadik szettben 3–1-es vezetésnél fel kellett adnia a mérkőzést, szintén a hasizomsérülése miatt.
A US Openen, Flushing Meadowsban 14. rangsoroltként lépett pályára. Az első körben magabiztosan, 6–3, 6–4-re verte a kínai Csang Suajt. Érdekesség, hogy Cibulková a statisztika szerint az egész meccsen csupán egy nyerőt ütött. A második körben egy hazai játékossal, Irina Falconival meccselt. Az első szettet simán, 6–2-re hozta Cibulková, de ezután meglepetésre a második szettet 6–3-re, a harmadikat 7–5-re nyerte az Falconi, így Cibulková már a második körben, több mint 2 órás mérkőzésen búcsúzott a versenytől. Ezen a találkozón Cibulková a 22 nyerő ütés mellett 56 ki nem kényszerített hibát vétett.
A következő tornáján, Szöulban 4. kiemelt volt. Az első körben legyőzte Arantxa Parra Santonját 6–3, 7–5-ös arányban, a második fordulóban pedig a selejtezős Jaroszlava Svedova ellen rövidítésben megnyert első játszma után a kazah játékos feladta a mérkőzést. A negyeddöntőben Cibulková az 5. kiemelt Polona Hercog ellen szenvedett 6–3, 6–1-es vereséget. Tokióban 14. kiemeltként indult a versenyen, de a második körben Iveta Benešovától kapott ki 6–4, 6–2-re. Pekingben Csang Suajjal kezdett, akit 6–0, 6–2-re vert meg. A második fordulóban megverte Francesca Schiavonét is, de a 3. körben kikapott második olasz ellenfelétől, Flavia Pennettától 6–1, 4–6, 6–4-es arányban.
Egy héttel később, Linzben a döntőig jutott el (ami az első döntője volt 2008 óta), ahol aztán kikapott az 1. kiemelt Petra Kvitovától 6–4, 6–1-re, így harmadik próbálkozására sem tudott tornagyőztes lenni. Moszkvában viszont megtört a jég, a döntőben megverte Kaia Kanepit 3–6, 7–6(1), 7–5-re, így az év utolsó tornáján megszerezte élete első WTA-tornagyőzelmét. Cibulková a negyeddöntőben legyőzte az első kiemelt Vera Zvonarjovát is 4–6, 6–4, 6–4-re.

### 2012
2012-ben az első tornája Brisbane-ben volt, ahol 8. kielemtként indult, ám az első körben kikapott honfitársától, Daniela Hantuchovától 3–6, 6–4, 6–3-ra. A következő héten Sydney-ben játszott, ahol egy győztes mérkőzés után a világelső és első kiemelt Caroline Wozniackitól kapott ki 7–5, 2–6, 6–4-re. Az Australian Openen 17. kiemeltként indult, és az első fordulóban fölényesen, 6–3, 6–1-re verte honfitársát, Magdaléna Rybárikovát. A második körben 2 óra 43 perces mérkőzésen alulmaradt Arn Grétával szemben, ugyanis a magyar teniszező 6–2, 3–6, 10–8-cal búcsúztatta a szlovák játékost. A meccsen Cibulková nagyon sokat rontott, 58 ki nem kényszerített hibát követett el. Ezt követően Pattajában vett részt, ahol 2. kiemelt volt, viszont óriási meglepetésre az első körben Anne Keothavongtól, a világranglista 88.-tól kapott ki az első körben, 6–4, 6–1-re.
Dohában 11. kiemeltként indult, de az első körben egy érdekes mérkőzésen kikapott Flavia Pennettától 3–6, 6–2, 5–7-re. Dubaiban az első fordulóban térd ín sérülés miatt fel kellett adnia a mérkőzést Iveta Benešová ellen 1–3-as állásnál. Indian Wellsben 16. kiemelt volt. Kiemelésének köszönhetően erőnyerő volt az első fordulóban, a másodikban pedig honfitársa, Magdaléna Rybáriková 2–1-es állásnál feladta a mérkőzést. A harmadik fordulóban a 21. kiemelt Roberta Vincitől kapott ki 6–7(5), 6–0, 6–4-re.

## Év végi bajnokságok

### Egyéni: 1 (1–0)
| Eredmény | Év   | Torna                            | Borítás    | Ellenfél         | Eredmény |
| -------- | ---- | -------------------------------- | ---------- | ---------------- | -------- |
| Győztes  | 2016 | WTA Finals, Singapore, Szingapúr | Kemény (f) | Angelique Kerber | 6–3, 6–4 |

## WTA-döntői

### Egyéni

#### Győzelmei (8)
| Összesítés           |                        |
| Grand Slam-torna (0) |                        |
| Tier I (0)           | Premier Mandatory* (0) |
| Tier II (0)          | Premier Five* (0)      |
| Tier III (0)         | Premier* (4)           |
| Tier IV (0)          | International* (3)     |
| Tier V (0)           | Challenger* (0)        |
| WTA Finals (1)       |                        |

* 2009-től megváltozott a tornák rendszere.
 Az egymás mellett azonos színnel jelölt tornatípusok között nincs teljes mértékű megfelelés.
| No. | Dátum             | Helyszín                           | Borítás    | Ellenfél a döntőben | Eredmény a döntőben | Eredmény a döntőben |
| 1.  | 2011. október 23. | Kreml Kupa, Moszkva                | Kemény (f) | Kaia Kanepi         | 3–6, 7–6(1), 7–5    |                     |
| 2.  | 2012. július 22.  | Mercury Insurance Open, Carlsbad   | Kemény     | Marion Bartoli      | 6–1, 7–5            | (részletek)         |
| 3.  | 2013. július 28.  | Bank of the West Classic, Stanford | Kemény     | Agnieszka Radwańska | 3–6, 6–4, 6–4       |                     |
| 4.  | 2014. március 1.  | Abierto Mexicano Telcel, Acapulco  | Kemény     | Christina McHale    | 7–6(3), 4–6, 6–4    |                     |
| 5.  | 2016. április 10. | Katowice Open, Katowice            | Kemény (f) | Camila Giorgi       | 6–4, 6–0            |                     |
| 6.  | 2016. június 25.  | AEGON International, Eastbourne    | Fű         | Karolína Plíšková   | 7–5, 6–3            |                     |
| 7.  | 2016. október 16. | Generali Ladies Linz, Linz         | Kemény (f) | Viktorija Golubic   | 6–3, 7–5            |                     |
| 8.  | 2016. október 30. | WTA Finals, Szingapúr              | Kemény (f) | Angelique Kerber    | 6–3, 6–4            | (részletek)         |

#### Elveszített döntői (12)
| No. | Dátum               | Helyszín                                       | Borítás    | Ellenfél a döntőben         | Eredmény a döntőben    | Eredmény a döntőben |
| 1.  | 2008. április 13.   | Bausch & Lomb Championships, Ponte Vedra Beach | Salak      | Marija Sarapova             | 6–7(7), 3–6            |                     |
| 2.  | 2008. augusztus 3.  | Rogers Cup, Montréal                           | Kemény     | Gyinara Szafina             | 2–6, 1–6               |                     |
| 3.  | 2011. október 16.   | Generali Ladies Linz, Linz                     | Kemény (f) | Petra Kvitová               | 4–6, 1–6               |                     |
| 4.  | 2012. április 15.   | Barcelona Ladies Open, Barcelona               | Salak      | Sara Errani                 | 2–6, 2–6               | (részletek)         |
| 5.  | 2013. január 11.    | Apia International Sydney, Sydney              | Kemény     | Agnieszka Radwańska         | 0–6, 0–6               |                     |
| 6.  | 2014. január 25.    | Australian Open, Melbourne                     | Kemény     | Li Na                       | 6–7(3), 0–6            | (részletek)         |
| 7.  | 2014. április 20.   | Malaysian Open, Kuala Lumpur                   | Kemény     | Donna Vekić                 | 7–5, 5–7, 6–7(4)       |                     |
| 8.  | 2016. február 27.   | Abierto Mexicano Telcel, Acapulco              | Kemény     | Sloane Stephens             | 4–6, 6–4, 6–7(4)       |                     |
| 9.  | 2016. május 7.      | Mutua Madrid Open, Madrid                      | Salak      | Simona Halep                | 2–6, 4–6               |                     |
| 10. | 2016. október 1.    | Wuhan Open Vuhan                               | Kemény     | Petra Kvitová               | 1–6, 1–6               |                     |
| 11. | 2017. augusztus 26. | Connecticut Open, New Haven                    | Kemény     | Daria Gavrilova             | 6–4, 3–6, 4–6          |                     |
| 12. | 2018. május 26.     | Internationaux de Strasbourg, Strasbourg       | Salak      | Anasztaszija Pavljucsenkova | 7–6(5), 6–7(3), 6–7(6) |                     |

### Páros
| Összesítés           |                        |
| Grand Slam-torna (0) |                        |
| Tier I (0)           | Premier Mandatory* (0) |
| Tier II (0)          | Premier Five* (0)      |
| Tier III (0)         | Premier* (0)           |
| Tier IV (0)          | International* (1)     |
| Tier V (0)           | Challenger* (0)        |
| WTA Finals (0)       |                        |

* 2009-től megváltozott a tornák rendszere.
 Az egymás mellett azonos színnel jelölt tornatípusok között nincs teljes mértékű megfelelés.

#### Győzelmei (1)
|    | Dátum            | Torna                         | Borítás | Partner          | Ellenfél a döntőben       | Döntő eredménye  |
| 1. | 2017. június 18. | UNICEF Open, ’s-Hertogenbosch | Fű      | Kirsten Flipkens | Kiki Bertens Demi Schuurs | 4–6, 6–4, [10–6] |

#### Elveszített döntői (2)
|    | Dátum            | Torna                         | Borítás | Partner                | Ellenfél a döntőben                         | Döntő eredménye     |
| 1. | 2011. június 18. | UNICEF Open, ’s-Hertogenbosch | Fű      | Flavia Pennetta        | Barbora Záhlavová-Strýcová Klára Zakopalová | 6–1, 4–6, [7–10]    |
| 2. | 2013. június 21. | UNICEF Open, ’s-Hertogenbosch | Fű      | Arantxa Parra Santonja | Irina-Camelia Begu Anabel Medina Garrigues  | 6–4, 6–7(3), [9–11] |

## Eredményei Grand Slam-tornákon

### Egyéniben
| Grand Slam | Australian Open | Australian Open     | Roland Garros | Roland Garros        | Wimbledon   | Wimbledon          | US Open     | US Open             |
| Év         | Eredmény        | Utolsó ellenfél     | Eredmény      | Utolsó ellenfél      | Eredmény    | Utolsó ellenfél    | Eredmény    | Utolsó ellenfél     |
| 2007       | nem indult      | nem indult          | 3. kör        | Szvetlana Kuznyecova | Selejtező   |                    | 2. kör      | Viktorija Azaranka  |
| 2008       | 1. kör          | Flavia Pennetta     | 3. kör        | Jelena Janković      | 1. kör      | Csie Cseng         | 3. kör      | Agnieszka Radwańska |
| 2009       | 4. kör          | Jelena Gyementyjeva | Elődöntő      | Gyinara Szafina      | 3. kör      | Jelena Vesznyina   | nem indult  | nem indult          |
| 2010       | 1. kör          | Vania King          | 3. kör        | Venus Williams       | 3. kör      | Serena Williams    | Negyeddöntő | Caroline Wozniacki  |
| 2011       | 3. kör          | Caroline Wozniacki  | 1. kör        | Vania King           | Negyeddöntő | Marija Sarapova    | 2. kör      | Irina Falconi       |
| 2012       | 2. kör          | Arn Gréta           | Negyeddöntő   | Samantha Stosur      | 1. kör      | Klára Zakopalová   | 3. kör      | Roberta Vinci       |
| 2013       | 2. kör          | Valerija Szavinih   | 2. kör        | Marina Eraković      | 3. kör      | Roberta Vinci      | 1. kör      | Elina Szvitolina    |
| 2014       | Döntő           | Li Na               | 3. kör        | Samantha Stosur      | 3. kör      | Lucie Šafářová     | 1. kör      | Catherine Bellis    |
| 2015       | Negyeddöntő     | Serena Williams     | nem indult    | nem indult           | 1. kör      | Daniela Hantuchová | 3. kör      | Eugenie Bouchard    |
| 2016       | 1. kör          | Kristina Mladenovic | 3. kör        | C Suárez Navarro     | Negyeddöntő | Jelena Vesznyina   | 3. kör      | Leszja Curenko      |
| 2017       | 3. kör          | J Makarova          | 2. kör        | Unsz Dzsábir         | 3. kör      | Ana Konjuh         | 2. kör      | Sloane Stephens     |
| 2018       | 1. kör          | Kaia Kanepi         | 1. kör        | Julia Görges         | Negyeddöntő | Jeļena Ostapenko   | 4. kör      | Madison Keys        |
| 2019       | 1. kör          | Csang Suaj          | 1. kör        | Arina Szabalenka     |             |                    |             |                     |

## Részvételei az év végi bajnokságokon
- NK=nem szerzett kvalifikációt; CSK=csoportkör; ND=negyeddöntő; ED=elődöntő; D=döntő; GY=győztes.

| Torna      | 2005 | 2006 | 2007 | 2008 | 2009 | 2010 | 2011 | 2012 | 2013 | 2014 | 2015 | 2016 | 2017 | 2018 | 2019 | Gy–V |
| ---------- | ---- | ---- | ---- | ---- | ---- | ---- | ---- | ---- | ---- | ---- | ---- | ---- | ---- | ---- | ---- | ---- |
| WTA Finals | NK   | NK   | NK   | NK   | NK   | NK   | NK   | NK   | NK   | NK   | NK   | GY   | NK   | NK   | NK   | 3–2  |

## Év végi világranglista-helyezései
| Év     | 2005 | 2006 | 2007 | 2008 | 2009 | 2010 | 2011 | 2012 | 2013 | 2014 | 2015 | 2016 | 2017 | 2018 | 2019  |
| Egyéni | 555. | 156. | 52.  | 19.  | 30.  | 31.  | 18.  | 15.  | 23.  | 11.  | 38.  | 5.   | 26.  | 25.  | 316.  |
| Páros  | –    | 598. | 457. | 141. | 847. | 108. | 157. | 62.  | 125. | 346. | 171. | 178. | 196. | –    | 1207. |

## Pénzdíjai
| Év       | GS-győzelem | WTA-győzelem | Megnyert tornák | Pénzdíjazás (US $) |      |
| -------- | ----------- | ------------ | --------------- | ------------------ | ---- |
| 2007     | 0           | 0            | 0               | 151 999            | 99.  |
| 2008     | 0           | 0            | 0               | 562 624            | 28.  |
| 2009     | 0           | 0            | 0               | 629 599            | 31.  |
| 2010     | 0           | 0            | 0               | 565 859            | 36.  |
| 2011     | 0           | 1            | 1               | 771 902            | 25.  |
| 2012     | 0           | 1            | 1               | 801 587            | 21.  |
| 2013     | 0           | 1            | 1               | 747 299            | 32.  |
| 2014     | 0           | 1            | 1               | 1 998 734          | 14.  |
| 2015     | 0           | 0            | 0               | 663 358            | 45.  |
| 2016     | 0           | 4            | 4               | 3 940 433          | 6.   |
| 2017     | 0           | 0            | 0               | 1 409 663          | 27.  |
| 2018     | 0           | 0            | 0               | 1 175 376          | 34.  |
| 2019     | 0           | 0            | 0               | 265 557            | 135. |
| Karrier* | 0           | 8            | 8               | 13 725 520         | 33.  |

*2019. november 7-i állapot